# Pleasant View (Utah)
Pleasant View je město v okresu Weber County ve státě Utah ve Spojených státech amerických. K roku 2010 zde žilo 7 979 obyvatel. S celkovou rozlohou 17,4 km² byla hustota zalidnění 323,2 obyvatel na km².